# Lea Pericoli
Lea Pericoli (Milano, 22 marzo 1935 – Milano, 4 ottobre 2024) è stata una tennista, conduttrice televisiva, telecronista sportiva e giornalista italiana.
In coppia con Silvana Lazzarino è stata cinque volte finalista nel doppio agli Internazionali d'Italia. Al Roland Garros è entrata quattro volte negli ottavi di finale nel singolare ed è stata una volta semifinalista sia nel doppio (con Silvana Lazzarino) che nel doppio misto (con Antonio Palafox). A Wimbledon ha disputato tre volte gli ottavi di finale nel singolare, una volta i quarti di finale nel doppio (con la Lazzarino) e due volte nel doppio misto (con Orlando Sirola e con Palafox). Detiene il record del maggior numero di titoli vinti ai Campionati italiani assoluti di tennis, ventisette, ritirandosi a quarant'anni come campionessa in carica in tutte e tre le specialità.
Per la sua eleganza, sia in campo che fuori, è stata soprannominata La Divina dal giornalista sportivo Gianni Clerici.

## Biografia
Lea Pericoli trascorre l'infanzia ad Addis Abeba, dove il padre Filippo Pericoli, imprenditore, si trasferisce con la famiglia subito dopo la Guerra d'Etiopia. Durante la II Guerra Mondiale, dopo essere scampata a due bombardamenti aerei, la famiglia si trasferisce ad Asmara, già occupata dagli inglesi, dove nasce il fratello Leonida Ivo Maria Pericoli, detto Dino (Lea aveva, inoltre, due sorelle, Luciana e Laura). In seguito, suo padre viene imprigionato nel campo di concentramento di Dire Daua. Liberato dal negus Hailé Selassié, è nominato direttore dei trasporti d'Etiopia, poi diviene concessionario della FIAT, dell'Olivetti e della Piaggio. Lea studia in un collegio di suore a Nairobi, in Kenya, allora colonia inglese; a diciassette anni rientra in Italia.

## Carriera

### Gli esordi nella carriera tennistica

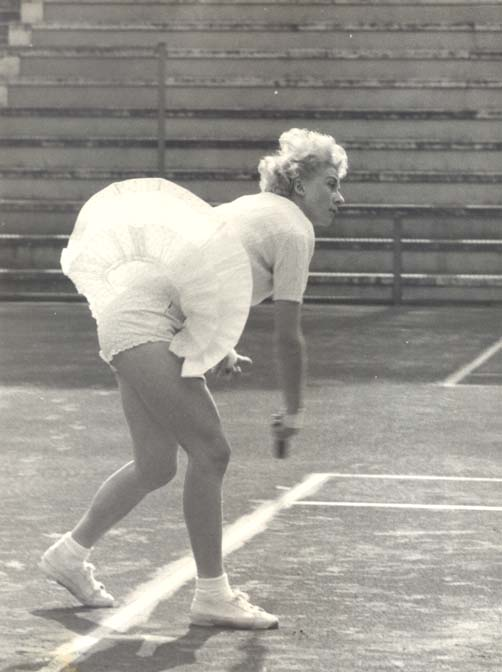
Lea Pericoli agli Internazionali d'Italia del 1959

Nel 1952 e nel 1953 Lea Pericoli vince il titolo nazionale nella categoria juniores. L'anno dopo fa la sua prima apparizione agli Internazionali d'Italia, perdendo all'esordio con la fuoriclasse Maureen Connolly, reduce dalla conquista del Grande Slam. Vince il singolare, il doppio femminile e il doppio misto ai campionati nazionali di seconda categoria; esordisce ai campionati assoluti e vince il suo primo titolo nel doppio misto, in coppia con Giorgio Fachini. A fine stagione, in Svizzera, vince il torneo di Crans-Montana, paragonabile a un odierno torneo ITF.
Nel 1955 Pericoli vince il suo primo incontro agli Internazionali d'Italia, battendo la francese Michele Bourbonnais per 6-3, 6-0. Nel doppio misto raggiunge la semifinale, in coppia con Bitti Bergamo. A soli vent'anni è ammessa, come testa di serie n. 16, agli Internazionali di Francia del 1955, dove raggiunge gli ottavi di finale, confermandosi tra le prime sedici giocatrici del mondo sulla terra battuta. Nel doppio raggiunge il secondo turno, in coppia con Chiara Ramorino. A Wimbledon, sull'erba, è eliminata al primo incontro nel singolare e nel doppio femminile, ma nel doppio misto, in coppia con Orlando Sirola, raggiunge i quarti di finale, dove si arrendono alla coppia Vic Seixas e Doris Hart, che vincerà il torneo. Ai campionati assoluti conferma il titolo nel doppio misto, con Giorgio Fachini, e vince il suo primo titolo nel doppio, in coppia con Nicla Migliori. In novembre è finalista nel singolare ai Campionati Internazionali di Sicilia (Messina), dove vince nel doppio misto, sempre con Fachini.

### Le prime affermazioni e la formazione del doppio Pericoli-Lazzarino
Tra il 1955 e il 1956 Pericoli resta ferma per un anno intero, convinta dal padre ad abbandonare l'attività agonistica. Ciò non le impedisce di confermarsi campionessa italiana assoluta nel doppio, sia nel 1956 che nel 1957, in coppia con Annalisa Bellani. 
Agli Internazionali d'Italia 1958 Pericoli trova sulla sua strada la brasiliana Maria Bueno, che la elimina al secondo turno sia nel singolare che nel doppio (in coppia con Annalisa Bellani). Raggiunge il secondo turno anche nel misto, in coppia con Bitti Bergamo. Al Roland Garros raggiunge il secondo turno nel singolare e, nel doppio, entra nelle prime otto, in coppia con Silvana Lazzarino. In agosto vince il Torneo internazionale di Istanbul e, in settembre, è finalista nel singolare agli Internazionali di Grecia, dove vince il doppio femminile in coppia con Shirley Bloomer. Vince il suo primo titolo assoluto nel singolare e si conferma, per la quarta volta consecutiva, nel doppio, in coppia con Annalisa Bellani.
Nel 1959 raggiunge la finale del Torneo internazionale di Cannes nel doppio femminile, in coppia con Lucia Bassi. Al Foro Italico entra per la prima volta nei quarti di finale, ma è eliminata dalla messicana Yola Ramírez. Identico risultato lo ottiene, nel misto, in coppia con Giorgio Fachini. Non gioca a Parigi. A giugno Pericoli vince il Torneo internazionale di Lugano ex aequo con Norma Marsh, non essendosi disputata la finale per pioggia. A Wimbledon raggiunge il terzo turno nel singolare e il secondo nel doppio misto. Ad agosto vince il Torneo internazionale di Brummana, in Libano.
Agli Internazionali d'Italia 1960 Pericoli giunge agli ottavi di finale nel singolare, eliminata da Shirley Brasher; nel doppio, con Lucia Bassi, raggiunge le semifinali. È nuovamente ammessa come testa di serie agli Internazionali di Francia, al n. 12, e si conferma tra le prime sedici giocatrici del mondo sulla terra battuta, raggiungendo gli ottavi di finale. Nel doppio raggiunge i quarti di finale con Lucia Bassi e nel doppio misto, in coppia con il messicano Antonio Palafox, raggiunge addirittura la semifinale, soccombendo soltanto alla coppia formata da Maria Bueno e Robert Howe, che poi vincerà il torneo.
Disputa anche un eccezionale Torneo di Wimbledon, dove raggiunge il terzo turno nel singolare, i quarti di finale nel doppio femminile, in coppia con Silvana Lazzarino, e i quarti di finale nel doppio misto, sempre in coppia con Palafox, arrendendosi alla coppia vincitrice Rod Laver e Doris Hart. Subito dopo, sulla terra battuta, vince gli Internazionali di Svezia a Båstad, sia in singolare che nel doppio, con Lazzarino. Vince anche il singolare nel Torneo di Stresa e, per la sesta volta, con Lazzarino, il doppio ai Campionati assoluti.

### I successi degli anni sessanta
Nel 1961 Pericoli rinuncia sia all'internazionale italiano, che si gioca a Torino, sia al Roland Garros. A Wimbledon raggiunge il secondo turno nel singolare, il terzo nel doppio, in coppia con Silvana Lazzarino, mentre nel doppio misto, in coppia con l'anziano Budge Patty, non va oltre il primo turno. Ad agosto vince il Trofeo Lambertenghi a Lesa e, in ottobre, parte per una fortunata tournée in Sudamerica. Vince, infatti, il Torneo di Santa Fe, sconfiggendo in finale una campionessa come Ann Haydon-Jones. Contro quest'ultima raggiunge la finale anche a Santiago e a San Paolo, ma, in tali occasioni, è la britannica a prevalere. 
Il 1962 è, forse, il miglior anno di Lea Pericoli. In marzo è finalista al Torneo internazionale indoor di Mosca; in aprile vince il Torneo internazionale di Reggio Calabria e, in maggio, i Campionati Internazionali di Sicilia a Palermo; in tale torneo è finalista anche nel doppio misto, in coppia con Neale Fraser. Partecipa agli Internazionali d'Italia e, nel singolare, raggiunge ancora una volta i quarti di finale, dove cede a Christine Truman, dopo aver eliminato la testa di serie n. 6 Renee Schuurman. Nel doppio, Lazzarino-Pericoli eliminano le britanniche Truman-Haydon Jones, le australiane Jan Lehane e Lesley Turner (7-5, 6-4) e raggiungono per la prima volta la finale; qui sono costrette a cedere con un doppio 6-4 a Maria Bueno e Darlene Hard. A Parigi, nel singolare, Pericoli è testa di serie n. 14, ma si ferma ai sedicesimi di finale; nel doppio, con la Lazzarino, è testa di serie n. 4 e raggiunge i quarti di finale; nel misto, con Whitney Reed, il terzo turno. A Wimbledon si ferma al secondo turno nel singolare e al terzo nel doppio, sempre con Lazzarino. In ottobre si laurea campionessa italiana, agli “assoluti”, sia nel singolare (secondo titolo) che nel doppio (sesto titolo), con Lazzarino. Nello stesso mese, ripete la doppietta agli Internazionali del Marocco a Casablanca (singolare e doppio). 
Agli Internazionali d'Italia del 1963 Lea Pericoli raggiunge gli ottavi di finale nel singolare. Il doppio Pericoli-Lazzarino elimina nei quarti di finale le sudafricane Margaret Hunt e Annette Van Zyl e, in semifinale, ancora le australiane Jan Lehane e Lesley Turner. In finale cedono a Margaret Smith e Robyn Ebbern (teste di serie n.1). Pericoli non gioca a Parigi. A Wimbledon raggiunge il terzo turno sia nel singolare, dove è costretta ad arrendersi alla fuoriclasse Billie Jean King, che nel doppio. Ad agosto vince il Torneo Internazionale di Viareggio, sia in singolare che nel doppio, in coppia con Silvana Lazzarino, ormai divenuta la sua partner abituale.
Nel marzo del 1964 il doppio Pericoli-Lazzarino vince il Torneo di Monte Carlo e giunge ancora in finale agli Internazionali d'Italia, dopo aver eliminato le australiane Lehane-Tegart. Nulla possono però contro il doppio Smith-Turner per l'aggiudicazione del trofeo (1-6, 2-6). Nel singolare Pericoli è eliminata negli ottavi di finale da Nancy Richey (testa di serie n. 6) e, nel misto, raggiunge i quarti di finale, in coppia con Alberto Lazzarino. Al Roland Garros, testa di serie n. 16, Pericoli cede agli ottavi di finale contro una fuoriclasse come Margaret Smith Court, che vincerà il torneo; il doppio Pericoli-Lazzarino, invece, cede soltanto in semifinale, ma, anche in questo caso, contro le vincitrici Margaret Smith Court e Lesley Turner, dimostrando di essere il più forte doppio d'Europa sulla terra battuta. Nel misto si ferma al terzo turno, in coppia con Giuseppe Merlo. A Wimbledon Pericoli raggiunge il terzo turno nel singolare e nel doppio, stavolta in coppia con Mary-Ann Eisel. Nel doppio misto gioca in coppia con Alberto Lazzarino e si ferma al secondo turno. A febbraio del 1965 Pericoli fa la sua unica apparizione agli Australian Championships che, all'epoca, si disputavano su campi in erba. È eliminata al secondo turno nel singolare e al primo nel doppio, in coppia con Francesca Gordigiani. In terra australiana, Pericoli e Gordigiani conquistano la prima storica vittoria dell'Italia in Fed Cup, eliminando la Germania Ovest.
Dopo un'altra vittoria al Torneo di Monte Carlo, per il doppio Pericoli-Lazzarino c'è la quarta finale persa consecutiva agli Internazionali d'Italia (sconfitte dalle sudafricane Schacht-Van Zyl 12-10 al terzo set, dopo aver mandato in fumo tre match-point). Il doppio si rifà, in giugno, aggiudicandosi il Torneo di Lugano. A Wimbledon, a trent'anni, Lea Pericoli raggiunge gli ottavi di finale; cede a Lesley Turner, ma può considerarsi, virtualmente, tra le prime sedici tenniste al mondo. Nel doppio Pericoli-Lazzarino sono eliminate al secondo turno.
Ad aprile del 1966 il doppio Pericoli-Lazzarino vince per la terza volta consecutiva il Torneo di Monte Carlo. A Wimbledon Pericoli incappa al primo turno in Ann Haydon-Jones e viene subito eliminata; con Lazzarino è sconfitta al primo turno anche nel doppio. Si rifà ai Campionati assoluti, vincendo il suo terzo titolo nel singolare e il suo settimo nel doppio (con Lazzarino).
Nel 1967, a Monte Carlo, dopo tre finali vinte consecutivamente, il doppio Pericoli-Lazzarino è sconfitto in finale. Stesso risultato agli Internazionali d'Italia, dove raggiunge la finale per la quinta volta (sconfitta in due set da Rosie Casals e Lesley Turner). Nel singolare, però, Pericoli ottiene la sua miglior prestazione al Foro italico: elimina l'australiana Gail Sherriff e cede solo in semifinale a Maria Bueno. Giunge in finale al Torneo di Reggio Emilia e disputa uno splendido torneo di singolare a Wimbledon, dove raggiunge gli ottavi di finali e viene eliminata dalla vincitrice Billie Jean King. Agli assoluti Pericoli fa tripletta, vincendo il titolo nel singolare, nel doppio (con Nicla Migliori) e nel misto (in coppia con Nicola Pietrangeli). È l'unico titolo che conquistano insieme i due personaggi più rappresentativi del tennis italiano della seconda parte del XX secolo. Pericoli, infatti, pur ammirando il gioco e le qualità tecniche del fuoriclasse italo-tunisino, non lo ritiene affidabile come partner di misto, perché – a suo dire – fa troppo il galante con le avversarie.

### L'era open e il record di titoli italiani assoluti

Nel 1970 Lea Pericoli vince il suo sesto titolo italiano all'età di 35 anni

A trentatré anni Pericoli entra nell'era open del tennis, con tutto ciò che ne consegue sul piano organizzativo. Partecipa agli Internazionali del Sudafrica, dove è testa di serie n. 8 e raggiunge i quarti di finale (sconfitta da Margaret Court). Rinuncia a Roma. Al Roland Garros del 1968 è testa di serie n. 10, ma dà forfait; anche a Wimbledon si iscrive, ma non partecipa. Ciò non le impedisce di conquistare il suo quinto titolo italiano di singolare. 
Nel marzo del 1969 vince gli Internazionali d'Egitto, battendo la quotata sovietica Ol'ga Morozova. A Roma elimina la testa di serie n. 6, Mary Ann Curtis, e raggiunge i quarti di finale, dove è battuta da Ann Haydon-Jones. Perde al primo turno al Roland Garros. A Wimbledon raggiunge il terzo turno nel singolare e nel doppio (in coppia con Rosie Reyes). Dopo un'altra sfortunata finale al Torneo di Monte Carlo del 1970 (sconfitte da Gail Chanfreau e Lexie Crooke), il doppio Pericoli-Lazzarino (ormai trentasettenne) raggiunge la semifinale al Foro Italico, dove cede alle "professioniste" Françoise Dürr e Virginia Wade. Pericoli viene eliminata agli ottavi di finali da Rosie Casals, nel singolare,( e al primo turno nel doppio al Roland Garros del 1970. Disputa ancora un ottimo Torneo di Wimbledon, raggiungendo gli ottavi di finali nel singolare e cedendo soltanto alla King. Nel doppio gareggia in coppia con l'austriaca Sonja Pachta e viene eliminata al secondo turno, mentre nel misto raggiunge il terzo turno, in coppia con Gardnar Mulloy. Agli “assoluti” fa doppietta, aggiudicandosi il singolare e il doppio, in coppia con Monica Giorgi.
A marzo del 1971 Pericoli raggiunge la finale nel singolare agli Internazionali d'Egitto; vince il doppio al Torneo internazionale di Nizza e raggiunge la finale a Monte Carlo, in coppia con Lucia Bassi. A trentasette anni giunge ai quarti di finale al Foro Italico. Disputa un ottimo torneo al Roland Garros, dove raggiunge i sedicesimi di finale, cedendo soltanto all'australiana Evonne Goolagong, che poi vincerà il torneo. Nel doppio raggiunge il terzo turno, in coppia con Pam Teeguarden. Passa al professionismo e raggiunge la finale nel doppio a Gstaad, in coppia con la francese Françoise Dürr. Al Torneo di Wimbledon si ferma al secondo turno nel singolare e nel doppio (in coppia con Monica Giorgi), mentre nel misto viene eliminata al primo turno (in coppia con Ismail El Shafei). Vince per la settima volta il titolo italiano assoluto nel singolare e per la quarta volta nel misto, in coppia con Giordano Maioli.
Pericoli vince il torneo di doppio agli Internazionali d'Egitto del 1972, in coppia con Monica Giorgi, ed è finalista nel singolare. A Roma si ferma al secondo turno. Vince per la quarta volta il torneo di doppio femminile agli Internazionali di Monte Carlo, in coppia con Lucia Bassi, ed è finalista nel doppio misto con Giordano Maioli. Con quest'ultimo conferma anche il titolo assoluto nel doppio misto.
Al Torneo di Wimbledon raggiunge il secondo turno nel doppio, in coppia con Lucia Bassi; in ottobre si aggiudica nuovamente il titolo italiano assoluto nel singolare e, per la decima volta, quello di doppio, con Lucia Bassi. È finalista nel doppio agli Internazionali d'Egitto e al Torneo internazionale di Nizza del 1974; è eliminata al secondo turno a Wimbledon, in coppia con Lucia Bassi. In luglio vince il torneo di doppio a Gstaad, in coppia con la tedesca Helga Schultze, e raggiunge la finale nel singolare. Supera il record di titoli italiani assoluti, detenuto da Nicola Pietrangeli, vincendo nel singolare e nel doppio, con Lucia Bassi. 
A marzo del 1975, in coppia con Lucia Bassi, vince per la quinta volta il torneo di doppio femminile agli Internazionali di Monte Carlo. Al Torneo di Wimbledon si ferma al secondo turno nel singolare e nel doppio (in coppia con Monica Giorgi). In luglio, a Gstaad, replica la vittoria nel torneo di doppio dell'anno precedente, in coppia con la sudafricana Linky Boshoff. In ottobre, a quarant'anni, vince il doppio del Torneo Godó di Barcellona, in coppia con Daniela Marzano. Trionfa ai Campionati italiani assoluti, vincendo il titolo nel singolare, nel doppio con Lucia Bassi e nel doppio misto con Adriano Panatta, raggiungendo il record di ventisette titoli italiani vinti complessivamente in carriera. Si ritira da campionessa italiana in carica in tutte e tre le specialità.

### La carriera di giornalista e conduttrice televisiva

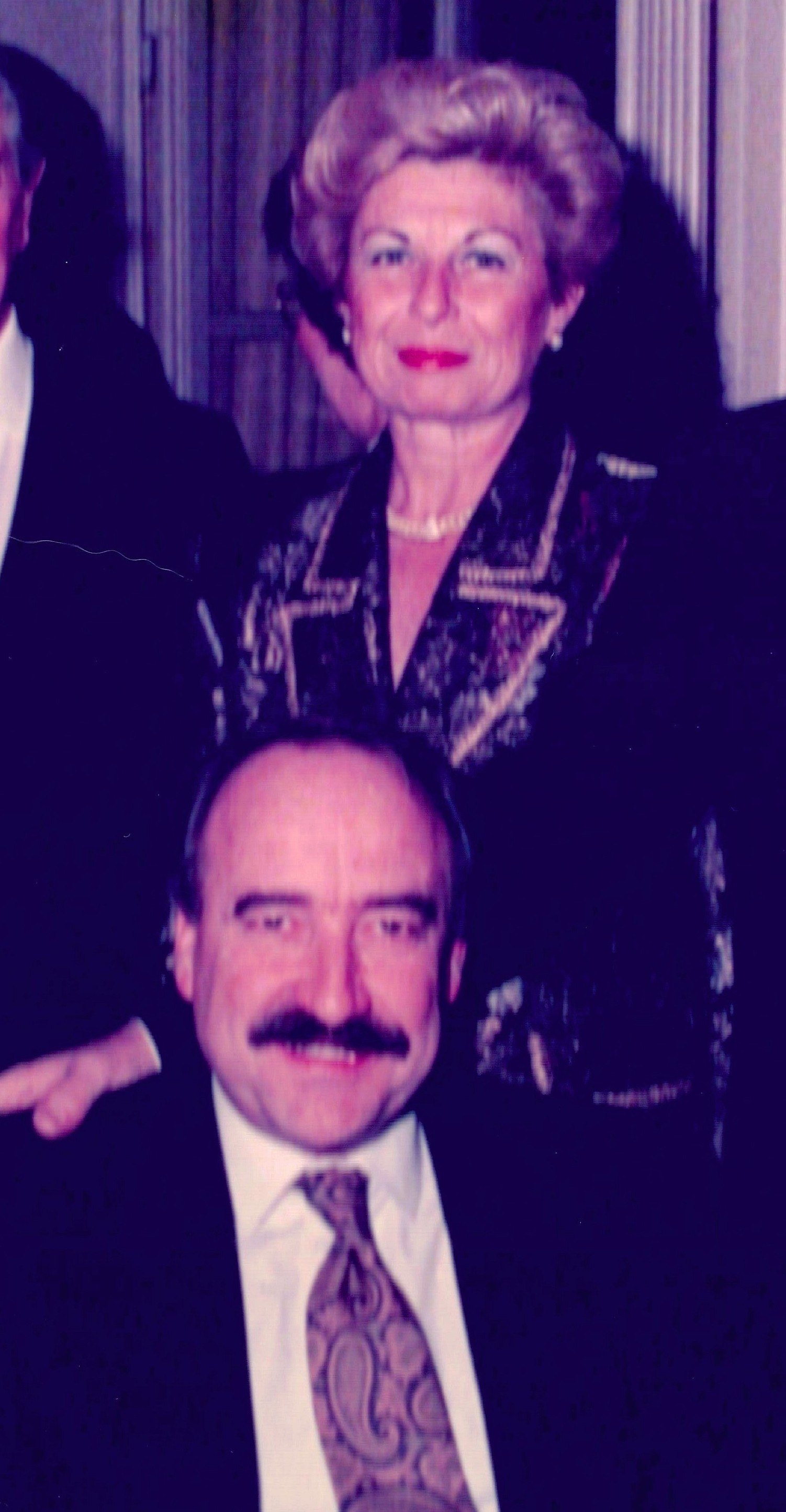
Lea Pericoli con Clay Regazzoni nel 1986

Il 24 giugno 1974 Pericoli esordisce come giornalista su il Giornale, diretto da Indro Montanelli. La sua attività prosegue per oltre un trentennio, come commentatrice televisiva di tennis. Recita a fianco di Roberto Herlitzka in una puntata della miniserie televisiva Nucleo Centrale Investigativo del 1974. Presenta il quiz Paroliamo, in onda su Telemontecarlo nel 1977. Nel 1981 vince il Telegatto per il programma radiofonico Carta Bianca, con Gianni Rivera e Nicola Pietrangeli. Conduce inoltre sulla Rai la trasmissione innovativa Caccia al tesoro, con la partecipazione di Jocelyn e Brando Quilici. Degna di nota l'attività svolta, anche come direttrice del torneo, intervistatrice ufficiale dei vincitori e promotrice degli Internazionali d'Italia di tennis. Di rilievo sociale il suo impegno a sostegno di prevenzione e cura dei tumori.
Muore il 4 ottobre 2024, all'età di 89 anni. Il funerale viene celebrato dopo tre giorni nella chiesa dei Santi Silvestro e Martino di Milano.

## Caratteristiche tecniche
Famosa per la sua caparbietà e apprezzata dal pubblico per la tenacia, la combattività, la determinazione del suo tennis, atletico e difensivo (usava molto i pallonetti); nel doppio, la sua capacità di giocare sotto rete era assolutamente complementare alle doti atletiche e alla velocità negli spostamenti di Silvana Lazzarino.

## Vita privata
Lea Pericoli si sposò nel 1964 con il designer Tito Fontana. Alla fine del 1972 le venne diagnosticato un tumore maligno, che la portò ad un'operazione all'inizio del 1973. In seguito divenne la prima donna testimonial per la lotta contro i tumori.
Lea Pericoli è stata una delle modelle preferite dello stilista britannico Ted Tinling. Al Torneo di Wimbledon 1955, contro la spagnola Maria-Josefa de Riba, la fece giocare con culotte e sottoveste rosa, quando le altre tenniste indossavano completi bianchi con le gonne lunghe sino alle ginocchia. Fu quello il motivo per cui il padre si infuriò e le vietò temporaneamente di giocare. Successivamente, Tinling confezionò per lei un gonnellino di visone, uno di penne di cigno, un abitino di petali di rose e un vestitino d'oro con le mutandine di brillanti. I completi indossati sono esposti nel Victoria & Albert Museum di Londra.

## Statistiche[22]

### Singolare

#### Vittorie (13)
| No. | Anno | Torneo                                                    | Superficie  | Avversaria in finale | Punteggio      |
| 1.  | 1958 | Torneo internazionale di Istanbul, Istanbul               | Terra rossa | Shirley Bloomer      | 6-2, 4-6, 6-3  |
| 2.  | 1959 | Torneo Internazionale del Libano, Beirut                  | Terra rossa | Renate Ostermann     | 6-3, 6-2       |
| 3.  | 1960 | Internazionali di Svezia, Båstad                          | Terra rossa | Silvana Lazzarino    | 6-3, 6-4       |
| 4.  | 1960 | Torneo Internazionale di Stresa, Stresa                   | Terra rossa | Maria Teresa Riedl   | 10-8, 6-1      |
| 5.  | 1961 | Coppa Porro Lambertenghi, Lesa                            | Terra rossa | Lucia Bassi          | 0-6, 7-5, 6-1  |
| 6.  | 1961 | Torneo Internazionale di Santa Fe, Santa Fe               | Terra rossa | Ann Haydon           | 6-3, 3-6, 6-3  |
| 7.  | 1962 | Torneo Internazionale di Reggio Calabria, Reggio Calabria | Terra rossa | Judy Tegart          | 6-2, 6-2       |
| 8.  | 1962 | Campionati Internazionali di Sicilia, Palermo             | Terra rossa | Elizabeth Starkie    | 6-2, 1-6, 6-0  |
| 9.  | 1962 | Internazionali del Marocco, Casablanca                    | Terra rossa | Silvana Lazzarino    | 10-8, 3-6, 6-1 |
| 10. | 1962 | Coppa Porro Lambertenghi, Lesa (2)                        | Terra rossa | Maria Teresa Riedl   | 6-3, 6-4       |
| 11. | 1963 | Torneo di Monte Carlo, Monte Carlo                        | Terra rossa | Françoise Dürr       | 6-1, 8-6       |
| 12. | 1963 | Torneo di Viareggio, Viareggio                            | Terra rossa | Yola Ramírez         | 6-4, 4-6, 7-5  |
| 13. | 1969 | Internazionali d’Egitto, Il Cairo                         | Terra rossa | Ol'ga Morozova       | 6-1, 6-2       |

#### Finali perse (14)
| No. | Anno | Torneo                                                    | Superficie  | Avversaria in finale    | Punteggio          |
| 1.  | 1955 | Campionati Internazionali di Sicilia, Messina             | Terra rossa | Silvana Lazzarino       | 6-2, 6-4           |
| 2.  | 1958 | Campionati Internazionali di Grecia, Atene                | Terra rossa | Shirley Bloomer         | 4-6, 6-4, 6-4      |
| 3.  | 1961 | Coppa Porro Lambertenghi, Lesa                            | Terra rossa | Angela Mortimer         | 6-0, 6-0           |
| 4.  | 1961 | Torneo Internazionale di Milano, Milano                   | Terra rossa | Maria Teresa Riedl      | 6-4, 6-1           |
| 5.  | 1961 | Campionati Internazionali del Cile, Santiago del Cile     | Terra rossa | Ann Haydon              | 6-4, 7-5           |
| 6.  | 1961 | Torneo Internazionale di São Paulo, San Paolo del Brasile | Terra rossa | Ann Haydon              | 6-4, 6-1           |
| 7.  | 1960 | Torneo Internazionale Ignis, Comerio                      | Terra rossa | Renate Ostermann        | 6-2, 6-2           |
| 8.  | 1966 | Torneo di Monte Carlo, Monte Carlo                        | Terra rossa | Helga Niessen           | 6-2, 6-2           |
| 9.  | 1967 | Torneo di Reggio Emilia, Reggio Emilia                    | Terra rossa | Rosie Casals            | 4-6, 6-0, 6-3      |
| 11. | 1971 | Internazionali d’Egitto, Il Cairo                         | Terra rossa | Olga Morozova           | 7-5, 6-0           |
| 12. | 1972 | Internazionali d’Egitto, Il Cairo (2)                     | Terra rossa | Gail Sherriff Chanfreau | 6-1, 6-2           |
| 13. | 1973 | Internazionali d’Egitto, Il Cairo (3)                     | Terra rossa | Marina Chuvrina         | 2-6, 8-6, 3-4 rit. |
| 14. | 1974 | Internazionali di Svizzera, Gstaad                        | Terra rossa | Helga Schultze          | 4-6, 6-4, 6-3      |

### Doppio

#### Vittorie (13)
| No. | Anno | Torneo                                  | Superficie  | Compagna          | Avversari in finale                        | Punteggio     |
| 1.  | 1953 | Torneo di Rapallo, Rapallo              | Terra rossa | Lucia Bassi       | Silvana Lazzarino Maria Laura(?) Veronesi  | 5-7, 6-2, 7-5 |
| 2.  | 1960 | Internazionali di Svezia, Båstad        | Terra rossa | Silvana Lazzarino | Maria Ayala Kiaja Horsma                   | 6-3, 6-4      |
| 3.  | 1962 | Internazionali del Marocco, Casablanca  | Terra rossa | Silvana Lazzarino | Deirdre Catt Věra Suková                   | 10-8, 6-3     |
| 4.  | 1963 | Torneo di Viareggio, Viareggio          | Terra rossa | Yola Ramirez      | Nicla Migliori Maria Teresa Riedl          | 7-5, 6-0      |
| 5.  | 1964 | Torneo di Monte Carlo, Monte Carlo      | Terra rossa | Silvana Lazzarino | Heide Schildknecht Helga Schultze          | 4-6, 6-2, 6-0 |
| 6.  | 1965 | Torneo di Monte Carlo, Monte Carlo (2)  | Terra rossa | Silvana Lazzarino | Gail Sherriff Chanfreau Judy Tegart Dalton | 6-2, 6-4      |
| 7.  | 1965 | Torneo Internazionale di Lugano, Lugano | Terra rossa | Silvana Lazzarino | Françoise Dürr Jeanine Lieffrig            | 6-1, 6-1      |
| 8.  | 1966 | Torneo di Monte Carlo, Monte Carlo (3)  | Terra rossa | Silvana Lazzarino | Lucia Bassi Maria Teresa Riedl             | 7-5, 6-3      |
| 9.  | 1971 | Torneo Internazionale di Nizza, Nizza   | Terra rossa | Lucia Bassi       | Betty Stöve Gertruida Walhof               | 5-7, 6-1, 6-2 |
| 10. | 1972 | Internazionali d’Egitto, Il Cairo       | Terra rossa | Monica Giorgi     | Jane O'Hara Janice Tindle                  | 6-1, 6-3      |
| 11. | 1972 | Torneo di Monte Carlo, Monte Carlo (4)  | Terra rossa | Lucia Bassi       | Helga Masthoff Olga Morozova               | 6-4, 6-4      |
| 12. | 1974 | Internazionali di Svizzera, Gstaad      | Terra rossa | Helga Schultze    | Kayoko Fukuoka Michelle Rodriguez          | 6-2, 6-0      |
| 13. | 1975 | Torneo di Monte Carlo, Monte Carlo (5)  | Terra rossa | Lucia Bassi       | Florence Guedy Gail Sherriff Chanfreau     | 7-5, 7-6      |

#### Finali perse (12)
| No. | Anno | Torneo                                                    | Superficie     | Compagna          | Avversari in finale                     | Punteggio       |
| 1.  | 1959 | Torneo Internazionale di Cannes, Cannes                   | Terra rossa    | Lucia Bassi       | Francesca Gordigiani Maria Teresa Riedl | 8-6, 0-6, 6-1   |
| 2.  | 1959 | Torneo Internazionale di Milano, Milano                   | Terra rossa    | Annalisa Bellani  | Nicla Migliori Maria Teresa Riedl       | 6-2, 6-1        |
| 3.  | 1960 | Torneo Internazionale Città di Barranquilla, Barranquilla | Terra rossa    | Rosie Reyes       | Maria Bueno Darlene Hard                | 6-1, 6-2        |
| 4.  | 1961 | Campionato al coperto di Finlandia, Helsinki              | Cemento indoor | Paule Courteix    | Deirdre Catt Angela Mortimer            | 6-1 6-1         |
| 5.  | 1962 | Internazionali d'Italia, Roma                             | Terra rossa    | Silvana Lazzarino | Maria Bueno Darlene Hard                | 6-4, 6-4        |
| 6.  | 1963 | Internazionali d'Italia, Roma (2)                         | Terra rossa    | Silvana Lazzarino | Robyn Ebbern Margaret Smith Court       | 6-2, 6-3        |
| 7.  | 1964 | Internazionali d'Italia, Roma (3)                         | Terra rossa    | Silvana Lazzarino | Margaret Smith Court Lesley Turner      | 6-1, 6-2        |
| 8   | 1965 | Internazionali d'Italia, Roma (4)                         | Terra rossa    | Silvana Lazzarino | Madonna Schacht Annette Van Zyl         | 2-6, 6-2, 12-10 |
| 9.  | 1967 | Internazionali d'Italia, Roma (5)                         | Terra rossa    | Silvana Lazzarino | Lesley Turner Rosie Casals              | 7-5, 7-5        |
| 10. | 1970 | Torneo di Monte Carlo, Monte Carlo                        | Terra rossa    | Silvana Lazzarino | Gail Sherriff Chanfreau Lexie Crooke    | 6-4, 6-3        |
| 11. | 1971 | Torneo di Monte Carlo, Monte Carlo (2)                    | Terra rossa    | Lucia Bassi       | Betty Stöve Katja Ebbinghaus            | 6-4, 6-3        |
| 12. | 1971 | Internazionali di Svizzera, Gstaad                        | Terra rossa    | Françoise Dürr    | Brenda Kirk Laura Rossouw               | 8-6, 6-3        |

### Doppio misto

#### Vittorie (4)
| No. | Anno | Torneo                                        | Superficie  | Compagna           | Avversari in finale               | Punteggio  |
| 1.  | 1954 | Torneo di Viareggio, Viareggio                | Terra rossa | Ugo Medici         | Chiara Ramorino Antonio Maggi     | 12-10, 6-2 |
| 2.  | 1955 | Campionati Internazionali di Sicilia, Messina | Terra rossa | Giorgio Fachini    | Nicla Migliori Sergio Jacobini    | 6-3, 6-3   |
| 3.  | 1959 | Torneo Internazionale di Cannes, Cannes       | Terra rossa | Michele Pirro      | Flo de la Courtie Christian Viron | 7-5, 6-3   |
| 4.  | 1959 | Torneo internazionale di Istanbul, Istanbul   | Terra rossa | Nicola Pietrangeli | Renee Schuurman Raymond Weedon    | 6-3, 6-2   |

#### Finali perse (5)
| No. | Anno | Torneo                                        | Superficie  | Compagno         | Avversari in finale                  | Punteggio     |
| 1.  | 1961 | Coppa Porro Lambertenghi, Lesa                | Terra rossa | Michele Pirro    | Francesca Gordigiani Sergio Tacchini | 6-2, 5-7, 6-2 |
| 2.  | 1962 | Campionati Internazionali di Sicilia, Palermo | Terra rossa | Neale Fraser     | Elizabeth Starkie Fred Stolle        | 6-2, 1-6, 6-0 |
| 3.  | 1968 | Internazionali d’Egitto, Il Cairo             | Terra rossa | Ismail El Shafei | Gail Sherriff Bob Carmichael         | 6-4, 6-1      |
| 4.  | 1970 | Internazionali d’Egitto, Il Cairo (2)         | Terra rossa | István Gulyás    | Ol'ga Morozova Alex Metreveli        | 8-6, 4-6, 7-5 |
| 5.  | 1972 | Torneo di Monte Carlo, Monte Carlo            | Terra rossa | Giordano Maioli  | Ol'ga Morozova Jan Kukal             | 6-4, 6-4      |

## Riconoscimenti
- Nel maggio 2015, una targa a lei dedicata fu inserita nella Walk of Fame dello sport italiano a Roma, riservata agli ex-atleti italiani che si sono distinti in campo internazionale.[23][24]

## Opere
- Questa bellissima vita (1976), secondo premio Bancarella Sport.
- C'era una volta il tennis. Dolce vita, vittorie e sconfitte di Nicola Pietrangeli (2007), per il quale è stata l'unica donna a conquistare il Premio Gianni Brera nel 2009.
- Maldafrica. I ricordi della mia vita (2009).
- L'angelo capovolto (2011).